# Alexander von Tralleis
Alexander von Tralleis (auch Alexander von Tralles; griechisch Alexandros, latinisiert Alexander Trallianus; * um 525 in Tralleis; † um 605), in alten Schriften auch nur Alexander genannt, war ein spätantiker byzantinischer Arzt und Kompilator.

## Leben
Alexander, der jüngste Sohn des Arztes Stephanos, stammte aus der kleinasiatischen Stadt Tralleis in Lydien. Er unternahm Bildungsreisen nach Italien, Africa, Gallien und Spanien, bevor er sich in Rom niederließ, wo er seither lebte und wirkte. Dort widmete er sich zunächst vor allem der praktischen Arbeit, bis er im hohen Alter mit der Arbeit an medizinischen Abhandlungen begann.

## Schriften
Alexander aus Tralleis ist besonders durch seine Abhandlungen über Pathologie und Therapie bekannt. Sein Buch Therapeutika behandelt die Gebrechen des Menschen nach dem Schema von Kopf bis Fuß beginnend mit Haarausfall über Phrenitis, Epilepsie, Melancholie, Lungenleiden, Cholera bis zur Podagra.
Alexander verfasste folgende Schriften:
- Περὶ ἑλμίνθων (Perí helmínthon; De lumbricis; „Über die Eingeweidewürmer“). Überliefert im Codex Parisinus gr. suppl. 631. aus dem 11./12. Jahrhundert.
- Περὶ ὀφθαλμῶν (Perí ophthalmon; De oculis; „Über die Augen“). Vor dem 10. Jahrhundert, Alexander wohl fälschlich zugeschrieben. Kompilation sonst verlorener Quellen, insbesondere arabischer Ärzte. Überliefert im Codex Marcianus gr. V 9 aus dem 15. Jahrhundert.
- Περὶ πυρετῶν (Peri pyreton; De febribus; „Über das Fieber“). Überliefert im Codex Laurentianus plut. 74,10 aus dem 14. Jahrhundert.
- Θεραπευτικά (Therapeutiká; „Therapeutik“). Umfassendes medizinisches Lexikon in galenischer Tradition. Teilweise überliefert im Codex Parisinus gr. suppl 1297 aus dem 10. Jahrhundert und ganz im Codex Laurentianus plut. 74,10 aus dem 14. Jahrhundert.

## Lehre
Alexander gibt seine eigenen Erfahrungen als Arzt wieder, weit umfangreicher exzerpiert er aber aus den Schriften der Ärzte vor ihm. Es finden sich Parallelen zu Hippokrates von Kos, Aulus Cornelius Celsus, Galenos, Caelius Aurelianus, Oreibasios und vielen weiteren. Die anatomischen und physiologischen Grundlagen entnimmt er weitgehend Galenos, die Diagnose beruht unter anderem auf der Uroskopie, die Behandlung folgt häufig den Methodikern mit Bädern, Aderlass, Diät(etik) und Schröpfkopf.
Der Schwerpunkt liegt aber bei Medikamenten, deren meist pflanzliche Stoffe bereits von Pedanios Dioskurides, Plinius dem Älteren, Scribonius Largus und anderen aufgeführt werden. Alexander verband klassische Therapieverfahren, im Gegensatz zu anderen byzantinischen Ärzten, auch mit magischen und religiösen Konzepten. Magische Praktiken, wie Amulette und die Dreckapotheke, werden dennoch selten erwähnt. Alexanders Verwertung älterer Literatur dokumentiert den Verlust medizinischen Wissens in der Spätantike. So kennt Scribonius Largus für die Podagra die interessante Behandlung durch den elektrischen Strom, der vom lebenden Zitterrochen (torpedo nigra viva) ausgeht; Alexander hingegen bezeichnet den Zitterrochen (Νάρχμν) ausdrücklich als lebend zu bratendes und mit anderen Stoffen gemischt aufzutragendes Heilmittel. Auch weitere Fische sowie Meeresfrüchte finden therapeutische Verwendung: So die Schwarzgrundel (bei Kolik und Wassersucht), der Seebarsch (bei heißer Dyskrasie der Leber) und der Seeigel (bei erysipelartiger Leberentzündung).

## Rezeption
Alexanders Werk sollte noch lange nach seinem Tod ein Lehrbuch für Ärzte bleiben. Es wurde aus dem Griechischen zuerst ins Lateinische (Libri duodecim de re medica) und später ins Arabische übersetzt und bis ins 16. Jahrhundert gedruckt.
Als „Alexander der artzat“ erhielt Alexander einen eigenen Kurzeintrag in Hartmann Schedels Weltchronik von 1493.

## Ausgaben
- Theodor Puschmann (Hrsg.): Alexander von Tralles. Original-Text und Übersetzung nebst einer einleitenden Abhandlung. Ein Beitrag zur Geschichte der Medizin. 2 Bände, Wien 1878–1879 (Neudruck Amsterdam 1963).
- Malte Stoffregen: Eine frühmittelalterliche lateinische Übersetzung des byzantinischen Puls- und Urintraktats des Alexandros. Text, Übersetzung, Kommentar. Medizinische Dissertation FU Berlin 1977.
- Barbara Zipser: Pseudo-Alexander Trallianus. De oculis. Einleitung, Text, Übersetzung und Kommentar. Dissertation, Universität Heidelberg 2003.